# 분산 소셜 네트워크
분산 소셜 네트워크(distributed social network) 또는 연합 소셜 네트워크는 페디버스 또는 인디웹과 같은 고유한 서비스 제공자(이메일과 유사하지만 소셜 네트워크용)에 걸쳐 분산 및 분산되는 인터넷 소셜 네트워킹 서비스이다. 이는 각 사이트의 사용자가 관련 사이트의 사용자와 통신하는 여러 소셜 웹사이트로 구성된다. 사회적 관점에서 볼 때, 이 개념은 공공 유틸리티인 소셜 미디어의 개념과 비교할 수 있다.
분산 소셜 네트워크에 참여하는 소셜 웹사이트는 관련된 다른 사이트와 상호 운용이 가능하며 연합을 이루고 있다. 소셜 웹사이트 간의 통신은 기술적으로 소셜 네트워킹 프로토콜을 통해 수행된다. 분산 소셜 네트워킹에 사용되는 소프트웨어는 일반적으로 이식성이 뛰어나 다양한 웹 사이트 플랫폼에 쉽게 채택된다. 분산 소셜 네트워크는 여러 개별 소셜 네트워크에서 계정과 활동을 관리하는 데 사용되는 소셜 네트워크 집계 서비스와 대조된다.
일부 소셜 네트워킹 서비스 제공업체에서는 일반적으로 추가된 위젯이나 플러그인을 통해 다양한 웹사이트에 배포할 수 있는 제공업체별 서비스를 설명하기 위해 이 용어를 보다 광범위하게 사용했다. 추가 기능을 통해 소셜 네트워크 기능이 사용자 웹사이트에 구현된다.

## 같이 보기
- 페디버스